# Minerare
(För fågelsläktet Geositta, se minerare (fåglar))

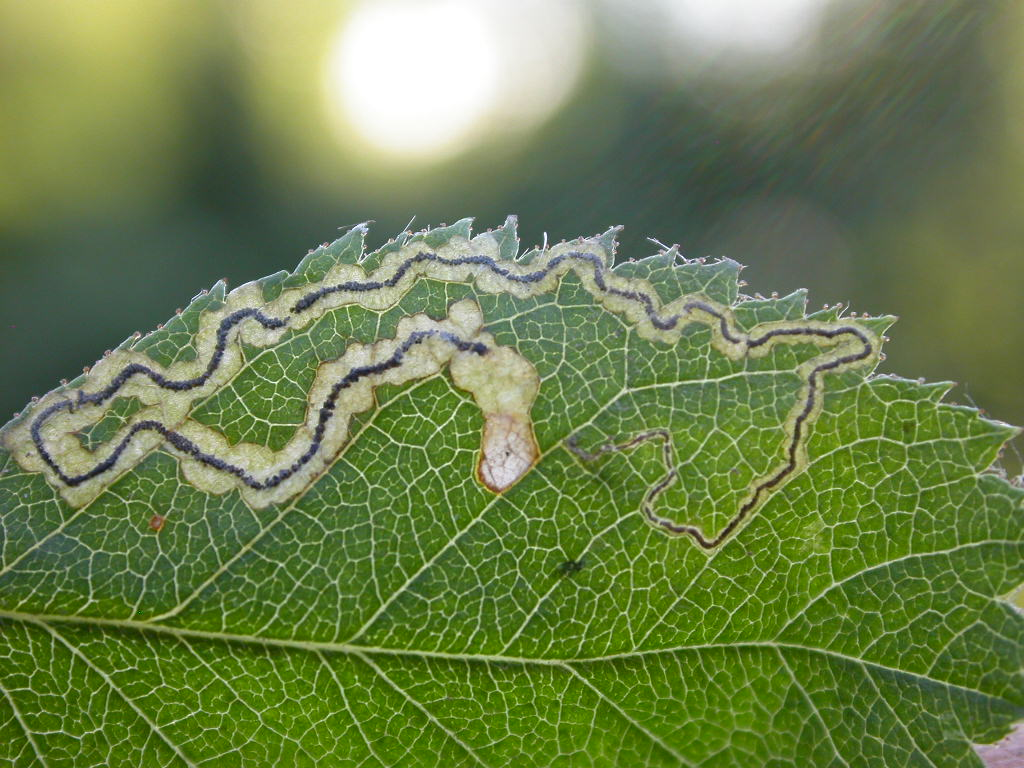
Mina av praktdvärgmal (Stigmella splendidissimella)

En minerare är en insektslarv som skapar en mina i ett växtblad genom att gnaga mellan bladets över och undersida. I vissa fall orsakar minan en gall på bladet. Det finns minst 10 000 arter i världen som minerar på växter. Vissa insekter tillbringar bara de första larvstadierna som minerare för att därefter fortsätta som larver utanpå bladen. Ett blad består av fyra olika skikt och en art kan äta av ett eller flera av dessa skikt. Valet av värdväxt och utseendet på minan är ofta artspecifik. Minerare förekommer både bland fjärilar, skalbaggar, tvåvingar och steklar. 

## Vanliga minerare
- Minerarflugor (Agromyzidae)
- Bladsteklar (Tenthredinidae)
- Praktbaggar (Chrysomelidae)
- Vivlar (Curculionidae)
- Purpurmalar (Eriocraniidae)
- Dvärgmalar (Nepticulidae)
- Hålmalar (Heliozelidae)
- Bladskärarmalar (Incurvariidae)
- Luggmalar (Tischeridae)